# 바람 피기 좋은 날
"바람 피기 좋은 날"은 2007년에 개봉한 대한민국의 영화이다.

## 캐스팅
- 김혜수 : 이슬 역
- 윤진서 : 작은 새 역
- 이종혁 : 여우 두마리 역
- 이민기 : 누나들의 로망 역
- 박혁권 : 작은 새 남편 역
- 황정민 : 이슬 친구 역
- 이라혜 : 성혜 역
- 손영순 : 할머니 역
- 홍순양 : 이슬 엄마 역
- 강진휘 : 이슬 오빠 역
- 김영웅 : 동료 경찰 역
- 서진욱 : 심부름센터 직원 1 역
- 권재원 : 심부름센터 직원 2 역
- 김승훈 : 단속 경찰 역
- 윤설희 : 상상녀 역
- 황민호 : 상상남 역
- 김도연 : 노래교실 회원 1 역
- 허인영 : 노래교실 회원 2 역
- 박상면 : 이슬 남편 역 (우정출연)
- 오윤홍 : 대학 교수 역 (우정출연)
- 정은표 : 모텔 카운터 역 (우정출연)